# Notolirijon
Notolirijon (lat. Notholirion), rod lukovičastih trajnica iz porodice ljiljanovki, dio je potporodice Lilioideae. Postoje četiri vrste koje rastu po Aziji, od Iraka, na istok sve do Kine.

## Vrste
1. Notholirion bulbuliferum (Lingelsh.) Stearn
2. Notholirion koeiei Rech.f.
3. Notholirion macrophyllum (D.Don) Boiss.
4. Notholirion thomsonianum (Royle) Stapf